# GB (supermarkt)
GB was een Belgisch merk van supermarktketens, voortgekomen uit het voormalige warenhuisconcern Grand Bazar. Sinds 2000 is GB eigendom van de Franse keten Carrefour en werden alle winkels tot die naam omgevormd.
De eerste GB-supermarkt werd geopend in 1958. Vanaf de jaren zestig verschenen ook hypermarkten; in 1985 kregen deze de naam Maxi GB. Later smolt GB samen met "Innovation" en "Au Bon Marché", waardoor de GIB Group ontstond. Deze groep (die ook fastfoodketen Quick, doe-het-zelfzaak Brico, Auto 5 en warenhuis Inno bezit) viel eind jaren negentig uit elkaar.
In 1997 werd in Sint-Agatha-Berchem GB Express gelanceerd, een keten van kleine lokale supermarkten. Dat jaar namen Unic en Nopri de handelsnaam Super GB Partner over. Vanaf 1998 werd de Contact GB-keten ontwikkeld. 27,5% van het kapitaal van de GB Group werd door Promodès overgenomen.
In 2000 nam de Groep Carrefour de GB Group over en werd Carrefour Belgium opgericht. Vanaf 2001 werden de Maxi GB-hypermarkten omgevormd tot Carrefour hypermarkten. In april 2007 kondigde Carrefour aan dat het bekende logo met de rode bol tegen september 2007 definitief zou verdwijnen en worden vervangen door het Carrefourlogo met de letter C.
Op 31 december 2007 telde de naam GB zo'n 372 winkels in eigen beheer of franchise. Daarnaast waren er ook nog 56 hypermarkten Carrefour en 164 Express. Naast de traditionele A-merken werden in deze winkels ook producten verkocht van het merk "Carrefour" en het discountmerk "Nr.1". Carrefour Belgium was toen weliswaar marktleider in de Belgische supermarktsector, maar hun marktaandeel viel sterk terug (van circa 40% in 1996 tot circa 26% in 2008). Ze werden op de hielen gezeten door concurrent Colruyt. Het verlies situeerde zich vooral bij de hypermarkten; de supermarkten GB deden het daarentegen wel erg goed. Express was de sterkste groeier binnen Carrefour Belgium.
Tot eind 2007 werd het enseigne Super GB gedragen door traditionele supermarkten. Super GB Partner was de naam voor grote franchisewinkels met een oppervlakte van 900 tot 2000 m². De naam Contact GB werd gebruikt voor buurtsupermarkten met een oppervlakte van 400 tot 900 m². De recentere GB Express-supermarkten waren lokale winkels met een oppervlakte van rond de 150 m², vaak gelegen zijn in de buurt van stations, stadscentra en tankstations, die moesten inspelen op de drukke agenda van de hedendaagse consument. Vanaf eind 2007 werden alle geïntegreerde supermarkten GB, de Super GB Partners en grote Contact GB's omgevormd tot GB en kleinere Contact GB's. Alle GB Express-winkels heetten sinds dan Express.
Vanaf 2009 werden alle GB-supermarkten omgevormd tot Carrefour Market. Dit met het doel het aandeel op de Belgische markt niet verder te verliezen en de keten verder te stroomlijnen. De Express-winkels werden Carrefour Express, de hypermarkten Carrefour Hyper.

## Trivia
- Van 1992 tot 1997 was GB sponsor van de Belgisch/Italiaanse wielerploeg GB - MG Boys, later Mapei - GB, met onder andere Patrick Lefevere als ploegleider.
- De meeste Lunch Gardens naast de huidige Carrefour-hypermarkten heetten vroeger Resto GB.